# Traité de Washington (1805)
Pour les articles homonymes, voir Traité de Washington.
Le traité de Washington de 1805 est un traité signé le 14 janvier 1805 à Washington entre les Creeks et le gouvernement des États-Unis. Selon ses termes, les Creeks devaient céder aux États-Unis une large bande de terre dans le centre de la Géorgie afin de permettre la création d'une route reliant Washington à Mobile en Alabama en échange de paiements annuels de 12 000 $ pendant 8 ans puis 11 000 $ pendant 10 années supplémentaires.
Le traité a été signé par le secrétaire à la Guerre Henry Dearborn pour les États-Unis et par Oche Haujo, William McIntosh, Tuckenehau Chapco, Tuckenehau, Enehau Thlucco et Chekopeheke Emanthau pour les Creeks. 
La plupart des Creeks des villes hautes (Upper Creeks) s'opposèrent au traité et à la route, aggravant les tensions entre eux et les Creeks des villes basses (Lower Creeks) qui aboutirent quelques années plus tard à la scission de la nation Creek et à la guerre civile en 1813-1814.